# Winston Churchill Memorial Trusts
Il Winston Churchill Memorial Trusts sono tre onorificenze indipendenti intitolate alla memoria di Sir Winston Churchill e conferite nel Regno Unito, in Australia e in Nuova Zelanda.

## Storia
L'UK Trust, il premio del Regno Unito, fu creato il 1º febbraio 1965, giorno successivo al funerale di Churchill. Lo stesso anno la regina Elisabetta II concesse il patrocinio della Corona a tale iniziativa, fin dalla sua prima edizione.
I tre trust furono fondati per "perpetuare e onorare la memoria di Sir Winston Churchill", mediante il conferimento di borse di studio per soggiorni all'estero, chiamate Churchill Fellowship. Sebbene siano indipendenti, presentano un regolamento similare che prevede un bando annuale su un tema specifico, interviste individuali ai candidati e la pubblicazione di una graduatoria indicante i vincitori della Fellowship. I Trust non riguardano scienziati e studiosi che già dispongono di opportunità di ricerca e studio, l'obiettivo è offrire opportunità a "uomini e donne di qualsiasi estrazione sociale".
Nel '64 il primo ministro canadese Lester Pearson e il politico conservatore George A. Drew (1874-1973) tentarono senza successo la creazione di un simile trust anche in Canada.
Nel 2019, la Regina Elisabetta II, concesse ai vincitori della Fellowship del Regno Unito il privilegio di posporre al proprio nome le lettere "CF" (abbreviazione di "Churchill Fellow"), sottolineando in questo modo il notevole contributo dei partecipanti alla vita nazionale.

## Regolamento
Le borse di studio sono riservate a cittadini inglesi, australiani e neozelandesi che compiono un viaggio all'estero della durate pari ad almeno 4 settimane, per scopi di studio e ricerca perinenti al tema del bando annuale.
Gli assegni sono sufficienti a coprire le spese di viaggio e di un soggiorno all'estero di 4 settimane. Il trust australiano eroga un importo medio pari a 25.000 dollari, amministrando un numero addizionale di borse di studio sponsorizzate da soggetti esterni.
Al termine delle quattro settimane, i beneficiari presentano ai fiduciari del trust una relazione conclusiva delle ricerche effettuate all'estero. Se essa viene giudicata idonea, ricevono una medaglia Churchill coniata appositamente, durante una cerimonia di premiazione nazionale, e vengono nominati Fellow.
Ai fini del conferimento della Fellowship viene valutata anche la leadership attuale o potenziale del candidato nel proprio ambito di attività, oltre al fatto che quest'ultima possa contribuire a recare beneficio alla società civile. I vincitori sono incoraggiati a promuovere l'adesione ai contributi del trust, invitando gli altri a partecipare ai bandi, in modo tale da tramandare la memoria di Churchill.